# 博因福爾斯 (密歇根州)
博因福爾斯（英語：Boyne Falls）是位於美國密歇根州夏利華縣的一個村。

## 人口
根據2020年美國人口普查的數據，博因福爾斯的面積為1.47平方千米，當中陸地面積為1.45平方千米，而水域面積為0.02平方千米。當地共有人口358人，而人口密度為每平方千米243人。